# Abelova grupa
U  teoriji grupa, Abelova grupa je komutativna grupa. Dobila je ime po matematičaru Nielsu Abelu. Za elemente u Abelovoj grupi također važi komutativnost. 

## Definicija
Abelova grupa je grupa (G, *) koja dodatno ispunjava kriterij komutativnosti, t.j. 
za svaki a i b iz G: a * b = b * a.
Abelova grupa se ponakad isto zove komutativna grupa i piše se aditivno, znači (G,+). Ako je grupa aditivno definirana onda se ju u pravilu smatra Abelovom.

## Primjeri
- (Z, +) je najvažnija Abelova grupa. Z označuje cijele brojeve, a + obično zrbajanje.
- (Q, *) također je Abelova grupa. Q označuje racionalne brojeve, a * multiplikaciju.